# Загороддя
Загороддя — піднесена рівнина на південному заході Білорусі, в межиріччі Піни і Ясельди. Площа 3,1 тисяч км².
Розміщується в центральній і південній частинах Берестейської області. Межує з Прибузькой рівниною, Прип'ятським Поліссям, Брестським Поліссям. Протяжність із заходу на схід 85 км, з півночі на південь 15 — 35 км. Максимальна висота — 179 м над рівнем моря.
Дрібногорбиста поверхня на півночі поступового переходить в пологовохвильову, а потім в плоску на півдні. Поширені плоскодонні заболочені улоговини, уздовж південної околиці — дюни, пагорби, гряди. Рівнина — частина вододілу між річками Балтійського (притоки Західного Бугу) і Чорноморського (Ясельда, Піна) басейнів.
Під ріллею 30 %, під лісом 25 % території.